# Arbouans
Arbouans és un municipi francès situat al departament del Doubs i a la regió de Borgonya - Franc Comtat. L'any 2007 tenia 1.000 habitants.

## Demografia

### Població
El 2007 la població de fet d'Arbouans era de 1.000 persones. Hi havia 422 famílies de les quals 116 eren unipersonals (80 homes vivint sols i 36 dones vivint soles), 159 parelles sense fills, 119 parelles amb fills i 28 famílies monoparentals amb fills.
La població ha evolucionat segons el següent gràfic:
Habitants censats

### Habitatges
El 2007 hi havia 446 habitatges, 433 eren l'habitatge principal de la família, 3 eren segones residències i 9 estaven desocupats. 322 eren cases i 123 eren apartaments. Dels 433 habitatges principals, 337 estaven ocupats pels seus propietaris, 84 estaven llogats i ocupats pels llogaters i 13 estaven cedits a títol gratuït; 5 tenien una cambra, 16 en tenien dues, 79 en tenien tres, 148 en tenien quatre i 186 en tenien cinc o més. 385 habitatges disposaven pel capbaix d'una plaça de pàrquing. A 220 habitatges hi havia un automòbil i a 170 n'hi havia dos o més.

### Piràmide de població
La piràmide de població per edats i sexe el 2009 era:
| Homes | Edats   | Dones |
| ----- | ------- | ----- |
| 0     | 95 o +  | 0     |
| 0     | 90 a 94 | 12    |
| 12    | 85 a 89 | 0     |
| 8     | 80 a 84 | 12    |
| 16    | 75 a 79 | 28    |
| 16    | 70 a 74 | 24    |
| 20    | 65 a 69 | 32    |
| 28    | 60 a 64 | 36    |
| 44    | 55 a 59 | 28    |
| 72    | 50 a 54 | 64    |
| 60    | 45 a 49 | 48    |
| 24    | 40 a 44 | 36    |
| 40    | 35 a 39 | 28    |
| 28    | 30 a 34 | 20    |
| 28    | 25 a 29 | 36    |
| 44    | 20 a 24 | 20    |
| 64    | 15 a 19 | 48    |
| 24    | 10 a 14 | 16    |
| 24    | 5 a 9   | 20    |
| 8     | 0 a 4   | 24    |

## Economia
El 2007 la població en edat de treballar era de 665 persones, 455 eren actives i 210 eren inactives. De les 455 persones actives 396 estaven ocupades (215 homes i 181 dones) i 59 estaven aturades (33 homes i 26 dones). De les 210 persones inactives 83 estaven jubilades, 58 estaven estudiant i 69 estaven classificades com a «altres inactius».

### Ingressos
El 2009 a Arbouans hi havia 427 unitats fiscals que integraven 1.015,5 persones, la mediana anual d'ingressos fiscals per persona era de 18.872 €.

### Activitats econòmiques
Dels 32 establiments que hi havia el 2007, 1 era d'una empresa alimentària, 3 d'empreses de fabricació d'altres productes industrials, 7 d'empreses de construcció, 11 d'empreses de comerç i reparació d'automòbils, 2 d'empreses d'hostatgeria i restauració, 2 d'empreses financeres, 1 d'una empresa immobiliària, 3 d'empreses de serveis i 2 d'empreses classificades com a «altres activitats de serveis».
Dels 12 establiments de servei als particulars que hi havia el 2009, 3 eren tallers de reparació d'automòbils i de material agrícola, 1 taller d'inspecció tècnica de vehicles, 1 paleta, 4 lampisteries, 1 electricista, 1 perruqueria i 1 restaurant.
Dels 2 establiments comercials que hi havia el 2009, 1 era una botiga de menys de 120 m² i 1 una botiga de mobles.

## Equipaments sanitaris i escolars
El 2009 hi havia una escola elemental.

## Poblacions més properes
El següent diagrama mostra les poblacions més properes.